# Alfredo Barisone
Alfredo Barisone (Acqui Terme, 5 febbraio 1904 – 28 dicembre 1992) è stato un calciatore italiano, di ruolo attaccante.

## Carriera
Ha giocato in massima serie con le maglie di Atalanta, Sampierdarenese e Juventus.

## Palmarès

### Club

#### Competizioni nazionali
- Serie B: 1

Sampierdarenese: 1933-1934
- Serie C: 1

Sanremese: 1935-1936

#### Competizioni regionali
- Campionato italiano di terza divisione: 1

Acqui: 1926-1927